# Лондонский камень
Лондонский камень (англ. London Stone) — одна из достопримечательностей Лондона.
Камень представляет собой кусок известняка, хранящийся за металлической решёткой в доме 111 на Кэннон-стрит. Легенды гласят, что это алтарь Дианы, воздвигнутый Брутом Троянским. Существует легенда, что Лондон погрузится под воду, если камень будет уничтожен.
В действительности камень, вероятно, обозначал центр Лондона в римские времена, служа для отсчёта расстояний. Первое письменное упоминание о валуне относится ко временам Этельстана, а на карте камень впервые был изображён в 1198 г. В Средние века возле него читали указы и приносили присягу. Джек Кэд, взяв Лондон в 1450 году, постучал по реликвии своим мечом (или жезлом), подчеркнув свою власть над городом:
Теперь  Мортимер — хозяин этого города. И здесь, сидя на лондонском камне, я  повелеваю  и приказываю, чтоб в первый год нашего царствования на счет  города из всех городских фонтанов било одно только красное вино. И отныне будет изменником тот, кто назовет меня иначе, как лордом Мортимером.Шекспир, «Генрих VI, часть 2»
В XVIII веке камень дважды переносили (в 1742 и 1798 гг.), поместив в церковь св. Свитина, разрушенную немецкими бомбардировщиками в 1940 году (достопримечательность тогда удалось сохранить). Ныне символ города находится в стене офисного здания.